# Темпи, Лука Мелькиоре
Лука Мелькиоре Темпи (итал. Luca Melchiore Tempi; 13 февраля 1688, Флоренция, Великое герцогство Тосканское — 17 июля 1762, Рим, Папская область) — итальянский куриальный кардинал, папский дипломат и доктор обоих прав. Титулярный архиепископ Никомедии с 11 апреля 1736 по 26 ноября 1753. Апостольский нунций во Фландрии с 19 ноября 1736 по 22 января 1744. Апостольский нунций в Португалии с 22 января 1744 по 1 октября 1754. Камерленго Священной Коллегии кардиналов с 16 февраля 1761 по 25 января 1762. Кардинал-священник с 26 ноября 1753, с титулом церкви Санти-Кирико-э-Джулитта с 21 июля 1755 по 24 мая 1756. Кардинал-священник с титулом церкви Санта-Сусанна с 24 мая 1756 по 23 мая 1757. Кардинал-священник с титулом церкви Санта-Кроче-ин-Джерусалемме с 23 мая 1757.